# Arsène Heitz

Bandera d'Europa

Arsène Heitz (nascut el 1908 a Estrasburg i mort el 1989) fou un pintor francès que treballà al servei postal del Consell d'Europa.

## Bandera d'Europa
Entre el 1952 i el 1955 contribuí a la creació de la bandera d'Europa creant desenes d'esbossos en el marc d'una convocatòria de projectes pública que en recollí més d'un centenar. Si bé sovint és presentat al gran públic com l'autor de la bandera, com a probable creador de la maqueta final, la paternitat real del disseny és més complexa, múltiple i discutida, car les idees de color blau, d'estrelles i de cercle ja havien estat avançades abans d'ell.
Molt més tard digué haver-se inspirat en la medalla miraculosa i l'introit del 15 d'agost, festivitat de l'Assumpció de Maria: «Es veié un gran prodigi al cel: una dona vestida de sol, amb la lluna sota els peus, i sobre el cap una corona de dotze estrelles». Aquest introit és una referència al llibre de l'Apocalipsi segons Sant Joan, l'última secció del Nou Testament, a «una dona vestida de sol… i sobre el cap una corona de dotze estrelles» (Ap. 12, 1). Heitz era un catòlic fervent i membre de l'Orde de la Medalla Miraculosa, fet que podria haver influït en la seva visió del simbolisme de les dotze estrelles. La bandera proposada fou adoptada el 8 de desembre del 1955, festivitat de la Immaculada Concepció.